# Крок, Шарль-Александр
Шарль-Александр Крок (фр. Charles Alexandre Crauk; 27 января 1819, Души-ле-Мин — 30 мая 1905, Париж) — французский художник.

## Биография

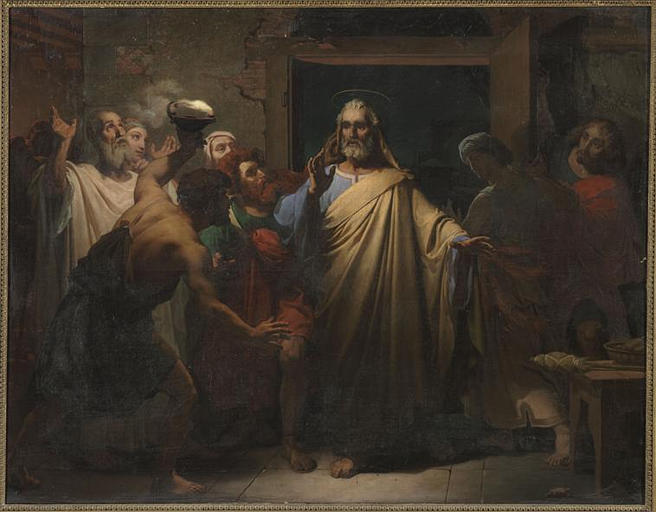
Св. Петр проповедует в темнице

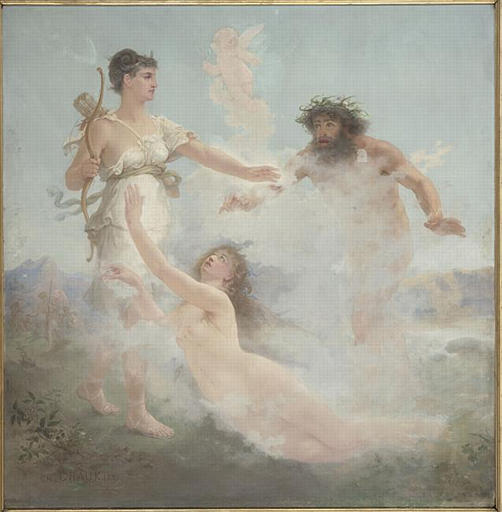
Нимфа Аретуса

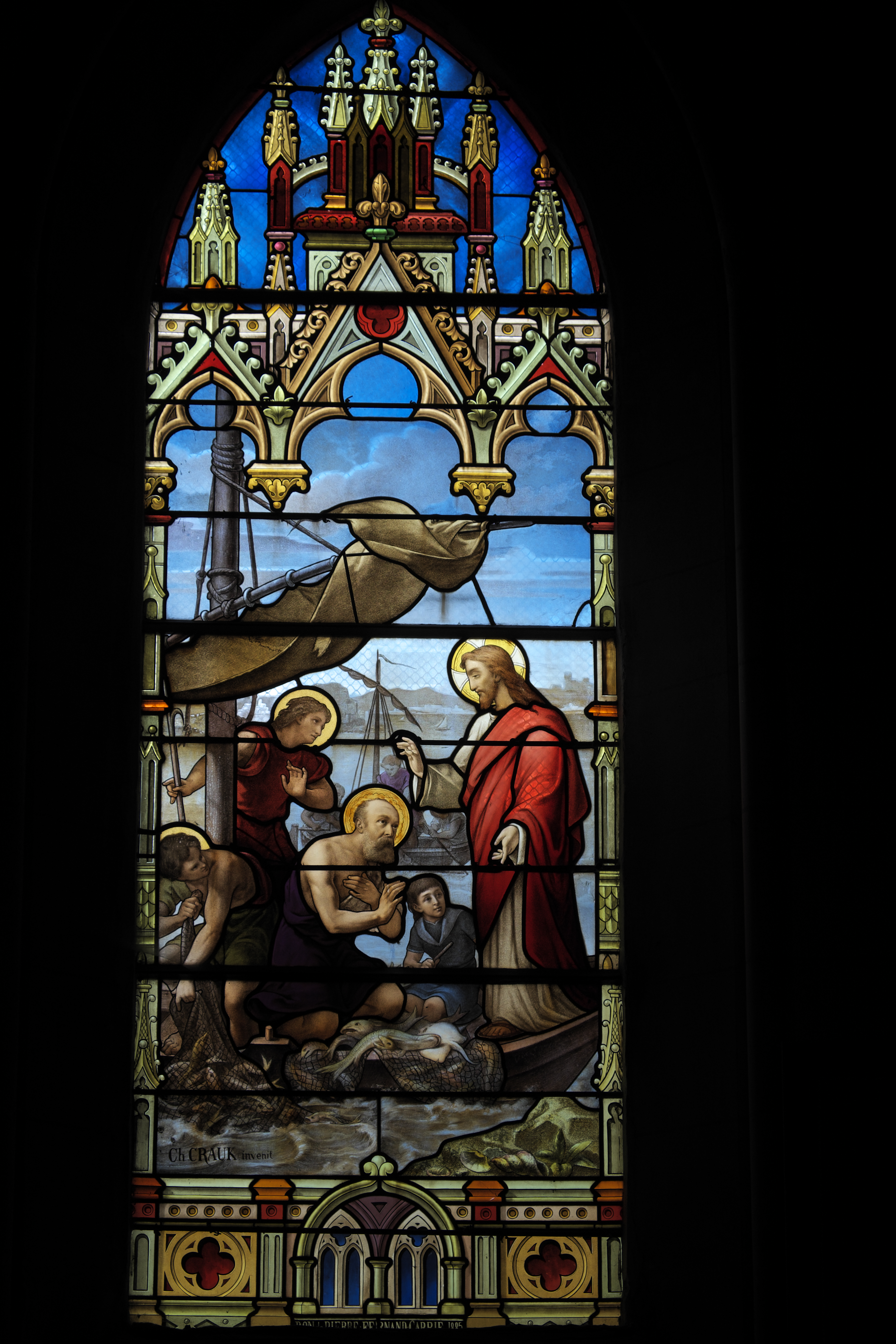
Витраж в церкви г. Ульгат

Первоначально обучался у Жака-Франсуа Момала (1754—1832) и Антуана-Жюльена Потье (1796—1865) в Академии Валансьена. Позже, в 1840 году, получив грант, отправился для продолжения учёбы в Школу изящных искусств в Париже, где стал учеником известного представителя неоклассицизма художника Франсуа Эдуарда Пико.
С 1845 до 1902 года регулярно выставлялся в Парижском салоне.
В 1856 году переехал в Амьен, где с 1873 работал профессором рисования в Школе изящных искусств.
В 1875 оставил Амьен и принял предложение перейти на работу профессором рисования в специальном военном училище Сен-Сир.
Принимал активное участие в организации Всемирной выставки в Париже в 1889 году. Выполнил несколько декоративных работ для Павильона машин на выставке, создал большой витраж на тему Колесницы Солнца.
Им создан художественный плафон для Музея изящных искусств в Амьене.

## Творчество
Шарль-Александр Крок — художник академического стиля. Прекрасный портретист. Основные работы выполнил на религиозные и мифологические сюжеты. Создал ряд настенных декоративных произведений (фрески, плафоны), занимался проектированием витражей.

## Награды
- Кавалер Ордена Почётного легиона (1881),
- Кавалер ордена Святого Сильвестра (1896).